# Souyeaux
Souyeaux es una comuna francesa situada en el departamento de Altos Pirineos, en la región de Occitania. Tiene una población estimada, en 2019, de 305 habitantes.